# Max Frey
Max Frey (16. dubna 1874 Mühlburg u Karlsruhe – 11. dubna 1944 Bad Harzburg, celým jménem Max Adolf Peter Frey) byl německý malíř, grafik a ilustrátor, umělecky se pohybující na pomezí symbolismu, nové věcnosti, surrealismu a magického realismu.

## Životopis
Po studiu na Uměleckoprůmyslové škole v Karlsruhe působil nejprve jako divadelní malíř v Berlíně a Mannheimu. Poté studoval v letech 1893-1903 na Akademii umění v Karlsruhe, mimo jiné u Ferdinanda Kellera, Gustava Schönlebera a Leopolda von Kalckreutha. Následně žil dva roky ve Frankfurtu nad Mohanem a v roce 1906 se usadil v Drážďanech. Zde se stal profesorem na Královské saské uměleckoprůmyslové škole (Königlich-Sächsische Kunstgewerbeschule), zpočátku ve studentské sekci specializované třídy pro grafiku a umělecké řemeslo, později vyučoval také krajinomalbu, grafiku a umělecké řemeslo. Byl mimo jiné prvním učitelem Hanse Grundiga.
Od roku 1910 byl členem Deutscher Künstlerbund (Německý svaz umělců), ve stejném roce spoluzaložil uměleckou skupinu Grün-Weiß, která poprvé vystavovala v říjnu téhož roku. Jeho kariéru přerušila účast v první světové válce. Angažoval se v té době nicméně umělecky i nadále, napříkad tvorbou populárního motivu Und wenn die Welt voll Teufel wär (I kdyby byl svět plný ďáblů) zveřejněného i na pohlednicích a představujícího sv. Jiří coby personifikované Německo sekající hlavy sedmihlavému draku - německým nepřátelům. Po první světové válce pokračoval jako profesor na Dresdner Kunstgewerbeschule, kde působil až do roku 1937, načež se stáhl do ústraní a dožil ve městě Bad Harzburg.

## Umělecký odkaz

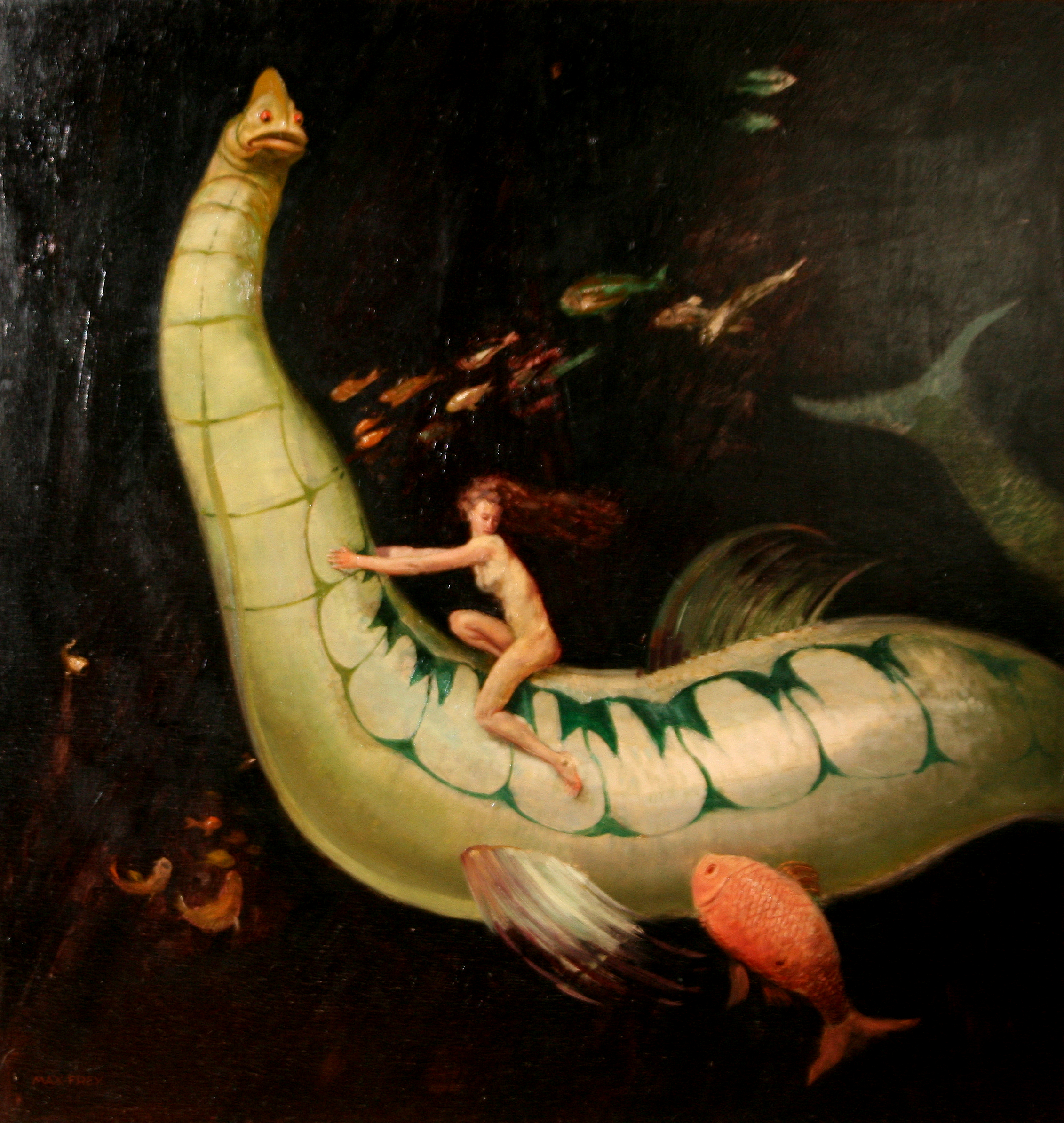
Max Frey: Mořská hlubina (Meerestiefe). Olej na plátně, cca 1926

Max Frey na sebe upozornil jako malíř, grafik a pedagog. Část jeho grafického díla, převážně secesně orientovaného, najdeme ve Staatliche Kunstsammlungen Dresden, a to včetně slavných plakátů, které vytvořil pro skupinu Grün-Weiß. Jeho výstavní činnost trvala mezi lety 1896-1943, ovšem po převzetí moci nacisty v roce 1933 byla jeho díla vystavována jen relativně vzácně. Magický realismus, který se ve Freyově díle projevil od 20. let, v silnější podobě pak od 30. let 20. století, z něj učinil malíře sice pozoruhodného, nicméně působícího mimo hlavní proud. Za dob národního socialismu jeho malby plné fantastických bytostí či lesních víl zdaleka nekonvenovaly oficiálnímu nacistickému umění. Poté, co se Frey ve věku 66 let podruhé oženil a odstěhoval z Drážďan do bydliště své nové manželky v Bad Harzburgu, se jeho umělecká izolace ještě posílila. Po jeho smrti v roce 1944 jeho dílo i vlivem dobových událostí poměrně rychle upadlo v zapomnění a začalo být odbornou a laickou veřejností postupně objevováno až po smrti jeho syna Volkera Freye (1940-2012), kdy byly na půdě uschované obrazy rozprodány v aukcích.

## Reflexe Freyova díla v České republice
Zatímco v Německu či v Rakousku jsou Freyova díla dražena často, na českém trhu s uměním se vyskytují velmi výjimečně. V dubnu 2025 byl v pražské aukční síni Obrazy v aukci prodán jeho obraz Die Wolken (Oblaka) z roku 1921. S ohledem na význam motivu pro dílo malíře však poněkud pod cenou, v čemž se odráží skutečnost, že Frey je v Česku stále zapomenutý / dosud neobjevený. Die Wolken představují jeden z malířových slavných motivů, který formálně využíval kombinace vysokého horizontu, romantizujícího motivu a téměř secesní barevností; obraz zachycuje rybáře na břehu moře spolu s koňmi a bárkou. Jedna z verzí tohoto obrazu (se sklopenými hlavami koňů) byla r. 1921 představena na letní výstavě Künstlervereinigung Dresden, zachovala se i zrcadlově obrácená grafická práce s tímto motivem.

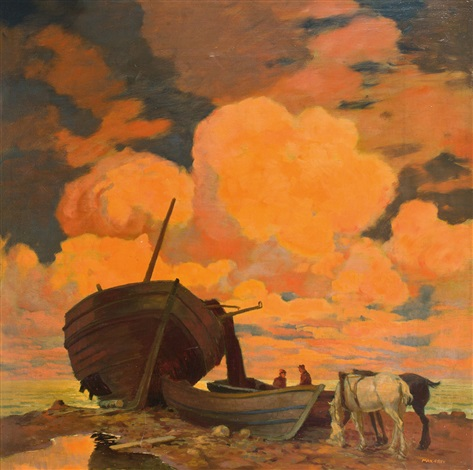
Max Frey: Wolken (Oblaka), 1921

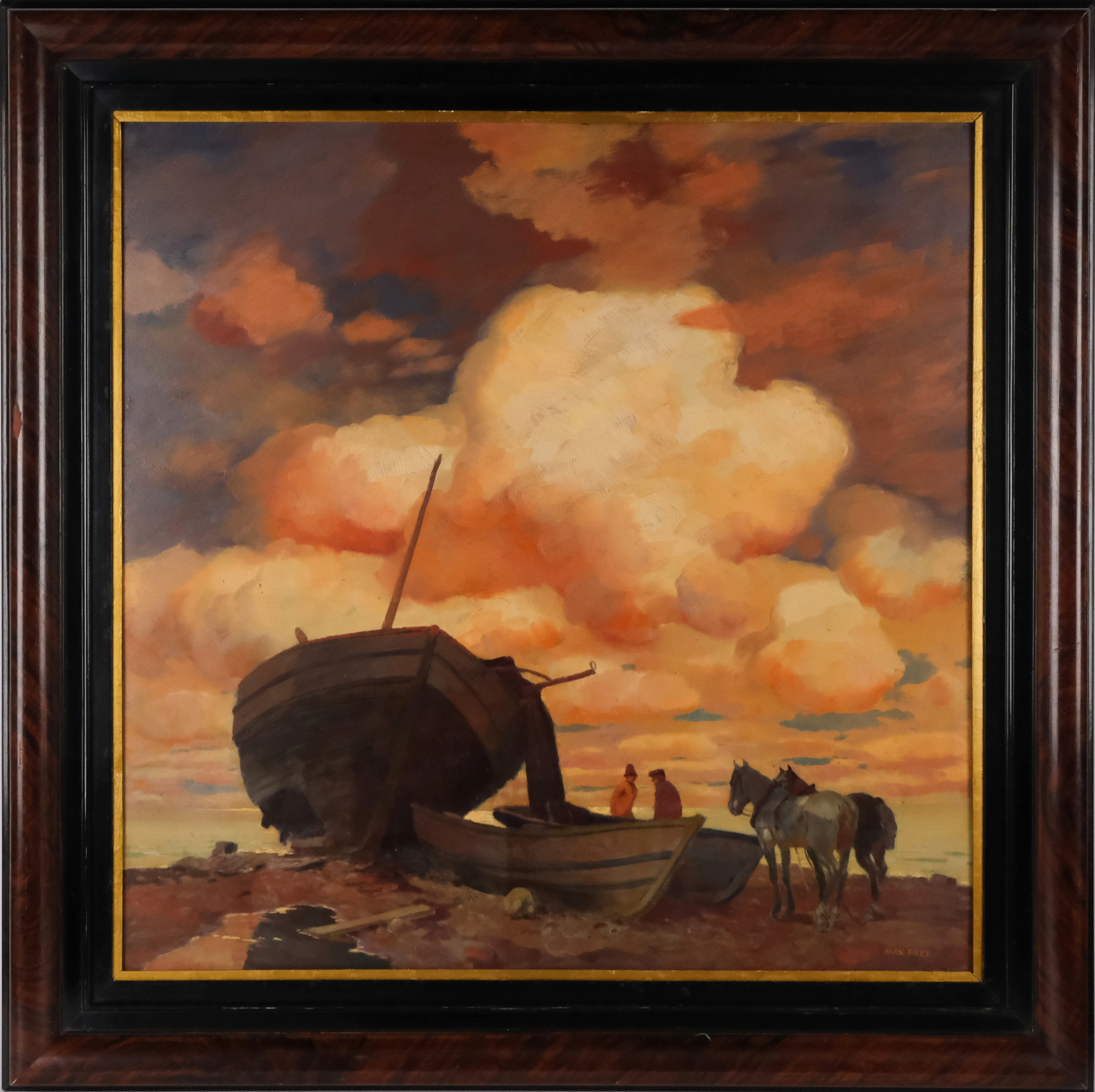
Max Frey: Oblaka (Die Wolken), 1921

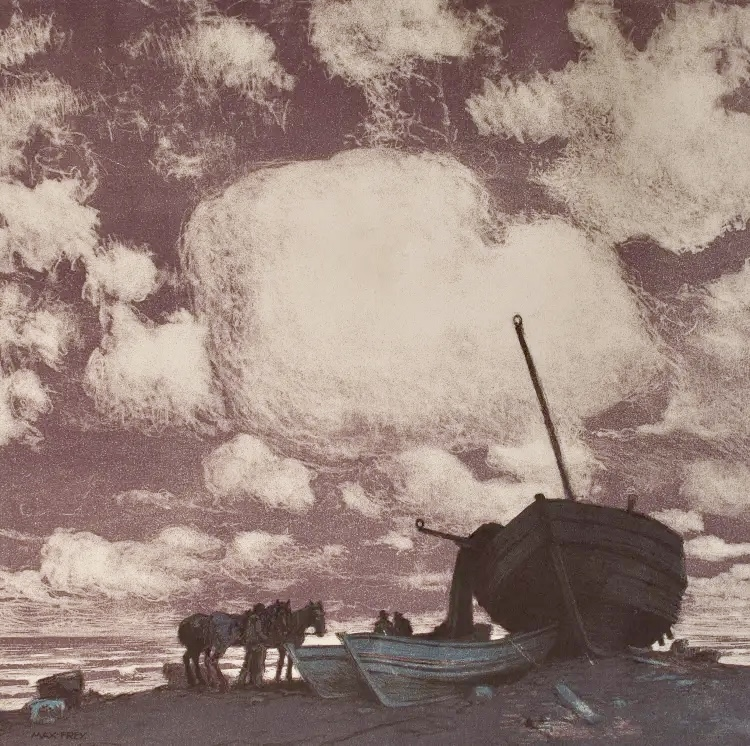
Max Frey: Oblaka. Barevná litografie na papíře.

Frey bývá zaměňován se stejnojmenným rakouským malířem Maximilianem Leopoldem Freyem (1902 v Neuklosterburgu, † 1955 ve Vídni), jenž svá díla rovněž signoval jménem Max Frey.